# Wielopole, Rybnik
Wielopole (tiếng Đức: Königlich Wielopole) là một quận của Rybnik, Silesian Voivodeship, miền nam Ba Lan. Vào cuối năm 2013, quận có khoảng 1.900 cư dân.
Điểm mốc lớn nhất ở Wielopole là một nhà thờ Saint Catherine bằng gỗ, được xây dựng vào năm 1534, được xây dựng lại vào năm 1676 và 1976.

## Lịch sử
Ngôi làng được đề cập lần đầu tiên vào năm 1311. Về mặt chính trị, nó thuộc về Công tước Racibórz, bên trong Ba Lan bị chia cắt về mặt phong kiến, được cai trị bởi một nhánh địa phương của triều đại Silesian Piast. Năm 1327, các công tước Thượng Silesian đã trở thành một khoản phí của Vương quốc Bohemia, sau năm 1526 trở thành một phần của chế độ quân chủ Habsburg. Sau chiến tranh Silesian, nó trở thành một phần của Vương quốc Phổ.
Sau Thế chiến I ở Upper Silesia plebiscite 515 trong số 615 cử tri ở Wielopole đã bỏ phiếu ủng hộ việc gia nhập Ba Lan, chống lại 99 người chọn ở lại Đức. Năm 1922, nó trở thành một phần của Silesian Voivodeship, Cộng hòa Ba Lan thứ hai. Sau đó, chúng bị Đức Quốc xã thôn tính vào đầu Thế chiến II. Sau chiến tranh, nó đã được khôi phục lại Ba Lan.
Trong những năm 1945-1954, đó là một vị trí của gmina. Với Orzepowice, nó đã được hợp nhất với Rybnik vào năm 1973.